# КАМАЗ 53215
КАМАЗ 53215 — сімейство тривісних бортових вантажних автомобілів або шасі, що випускаються Камським автомобільним заводом (КАМАЗ) з 2001 року. Вони прийшли на заміну моделям КАМАЗ 53212.